# 拉森雙線䲁
拉森雙線䲁（學名：Enneapterygius larsonae），為輻鰭魚綱䲁形目三鰭䲁科雙線䲁屬的一個種，種名是為了紀念澳洲達爾文北領地博物館和美術館的魚類館長海倫·K·拉爾森（Helen K. Larson），她收藏了該標本，分布於西南太平洋巴布亞紐幾內亞至澳洲海域，深度0至12公尺，本魚體型小呈圓柱狀，眼眶上具有觸鬚，頸背無觸鬚，雄魚為紅色，背部有大約五條白色鞍狀條紋或橫條，有時在側面也有，黑色面罩覆蓋了大部分頭部、胸部和胸鰭基部，黑色區域後方的胸鰭基部有一條白色橫條。雌魚呈斑駁的綠色至棕色，帶有不明顯的白色鞍狀條紋，包括胸鰭基部，背鰭3個，背鰭硬棘14-17枚、背鰭軟條8-12枚、臀鰭硬棘1枚、臀鰭軟條14-20枚，體長可達3.5公分，棲息在珊瑚礁、潟湖，雌魚產附著性卵在藻類築的巢，雄魚會守護卵，幼魚為浮游性，生活習性不明。